# Movimiento antinuclear en Estados Unidos

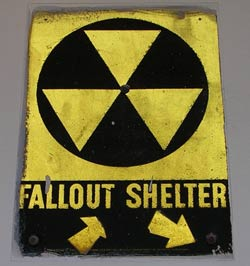
Señal que apunta a un viejo refugio nuclear en la ciudad de Nueva York.

El movimiento antinuclear en los Estados Unidos se compone de más de 80 grupos antinucleares que se oponen a la energía nuclear, armas nucleares, o la extracción de uranio. Algunos grupos son Alianza del Olmo, Clamshell Alliance, Comité para la Responsabilidad Nuclear, Información y Recursos Nucleares, Médicos por la Responsabilidad Social, Movimiento de las rejas de arado, y de la Mujer en la huelga por la Paz. El movimiento antinuclear ha retrasado o ha detenido la construcción de algunas nuevas plantas nucleares, y ha presionado a la Comisión Reguladora Nuclear de aplicar y reforzar las normas de seguridad de las centrales nucleares.
Las protestas antinucleares alcanzaron un clímax en los años setenta y ochenta, a partir de estas surgió el movimiento ambiental. Las campañas que captaron la atención del público nacional fueron partícipes en la planta de Calvert Cliffs Energía Nuclear, Central nuclear de Seabrook (por la Alianza Clamshell), planta de energía Cañón del Diablo, de la central nuclear Shoreham, y Three Mile Island.
Al inicio de los ochenta, muchos activistas antinucleares comenzaron a desplazar su interés, uniéndose a un creciente movimiento de desarme nuclear y la principal preocupación acerca de los peligros nucleares en los EE. UU. cambiaron de los problemas de las centrales nucleares a las posibilidades de una guerra nuclear. El 12 de junio de 1982, un millón de personas se manifestaron en el Parque Central de la ciudad de Nueva York en contra de las armas nucleares y por el fin de la carrera armamentística de la guerra fría. Fue la mayor protesta antinuclear y la manifestación más grande en la historia estadounidense. Las protestas del Día Internacional de desarme nuclear se llevaron a cabo el 20 de junio de 1983, en 50 centros de Estados Unidos. Hubo muchas protestas en el desierto de Nevada y campamentos de paz en el Sitio de Pruebas de Nevada durante los ochenta y noventa.
Las campañas más recientes de los grupos antinucleares se ha relacionado con varias centrales nucleares, incluyendo la planta de energía nuclear Enrico Fermi, Centro de Energía Indian Point, Central nuclear de Oyster Creek, Central Nuclear Pilgrim, Planta Nuclear de Salem, y la Planta Nuclear de Vermont Yankee. También ha habido campañas relacionadas con la Planta de Armas Nucleares Y-12, en el Laboratorio Nacional de Idaho, residuos nucleares de Yucca Mountain, el sitio de Hanford, el Sitio de Pruebas de Nevada, Laboratorio Nacional de Lawrence Livermore, y el transporte de los residuos nucleares del Laboratorio Nacional de Los Álamos.
Algunos científicos e ingenieros han expresado sus dudas sobre la energía nuclear, incluyendo: Barry Commoner, S. David Freeman, John Gofman, Arnold Gundersen, Mark Z. Jacobson, Amory Lovins, Arjun Makhijani, Gregory Minor, M.V. Ramana, Joseph Romm y Benjamin K. Sovacool. Algunos de los científicos que se han opuesto a las armas nucleares son: Paul M. Doty, Hermann Joseph Muller, Linus Pauling, Eugene Rabinowitch, M.V. Ramana y Frank N. von Hippel.

## Emergencia del movimiento

### Emergencia del movimiento de armas antinucleares

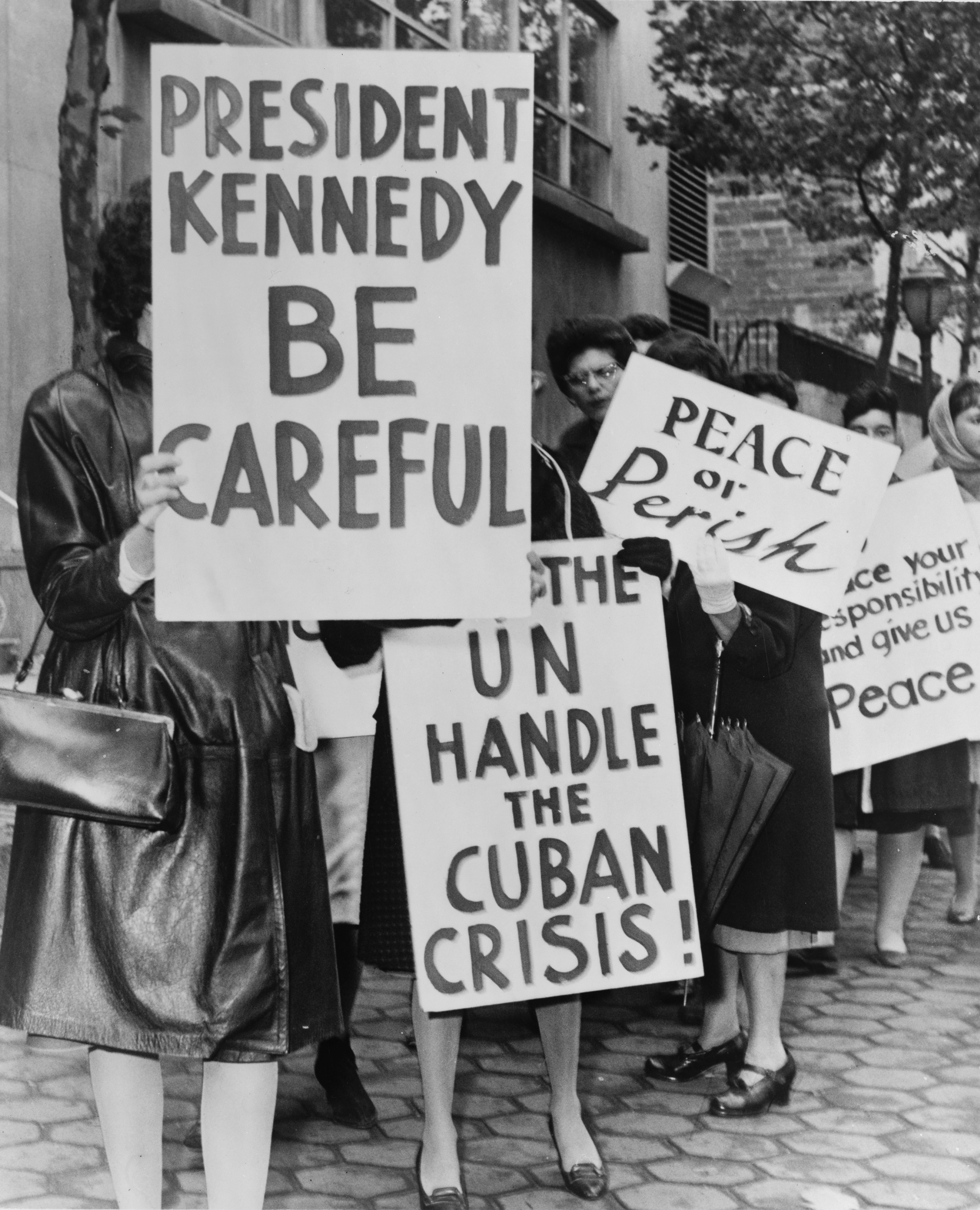
Mujeres en huelga por la Paz durante la crisis de los misiles en 1962.

El 1 de noviembre de 1961, en el apogeo de la Guerra Fría, cerca de 50.000 mujeres reunidas por Mujeres por la Paz hicieron huelga y marcharon en 60 ciudades de los Estados Unidos para mostrar su posición contra las armas nucleares. Fue la protesta nacional pacífica de mujeres más grande del siglo XX.

Mapa de los principales sitios de infraestructura de armas nucleares de Estados Unidos durante la Guerra Fría y en el presente. Los lugares con nombres atenuados ya no están funcionando y se encuentran en diversas etapas de remediación ambiental.

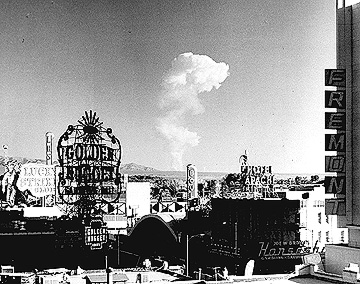
Este punto de vista del centro de Las Vegas muestra una nube de hongo en el fondo. Escenas como ésta eran típicas durante los años 1950. De 1951 a 1962, el gobierno llevó a cabo 100 pruebas atmosféricas en el Sitio de Pruebas de Nevada cerca.

Inicialmente el debate Nuclear fue sobre la política de armas nucleares, comenzó dentro de la comunidad científica. La preocupación científica acerca de los efectos adversos para la salud derivados de las pruebas de armas nucleares en la atmósfera surgió por primera vez en 1954.  Las asociaciones profesionales como la Federación de Científicos Atómicos y la Conferencia Pugwash sobre Ciencia y Asuntos Mundiales estaban involucrados.  El Comité Nacional para una Política Nuclear Razonable se formó en noviembre de 1957 y las encuestas mostraron un aumento en la inquietud pública acerca de la carrera de armas nucleares, especialmente las pruebas atmosféricas de armas nucleares que produjeron lluvia radiactiva en todo el mundo. En 1962, Linus Pauling obtuvo el Premio Nobel de la Paz por su trabajo para detener las pruebas atmosféricas de armas nucleares, y el movimiento "prohibición de la bomba"   se extendió a lo largo de los Estados Unidos.
Entre 1945 y 1992, los Estados Unidos mantuvieron un poderoso programa de pruebas de armas nucleares. Se realizaron un total de 1054 pruebas nucleares y dos ataques nucleares, más de 900 de ellas en el Sitio de Pruebas de Nevada, y diez en diversos sitios en los Estados Unidos (Alaska, Colorado, Misisipi y Nuevo México). Hasta noviembre de 1962, la mayoría de las pruebas de Estados Unidos se realizaban por encima del suelo; después de la aceptación del Tratado de Prohibición Parcial de ensayos nucleares, todas las pruebas fueron trasladas bajo tierra, con el fin de evitar la dispersión de la lluvia radiactiva.
El programa de pruebas nucleares atmosféricas expuso a personas a los peligros de la lluvia radiactiva. Debido a la Ley de Compensación de Exposición a la Radiación de 1990, se aprobaron más de $1,38 mil millones en compensación. El dinero fue destinado a las personas que fueron parte de las pruebas, en particular en el Sitio de Pruebas de Nevada, y de otras personas expuestas a la radiación.

### Emergencia del movimiento de energía antinuclear

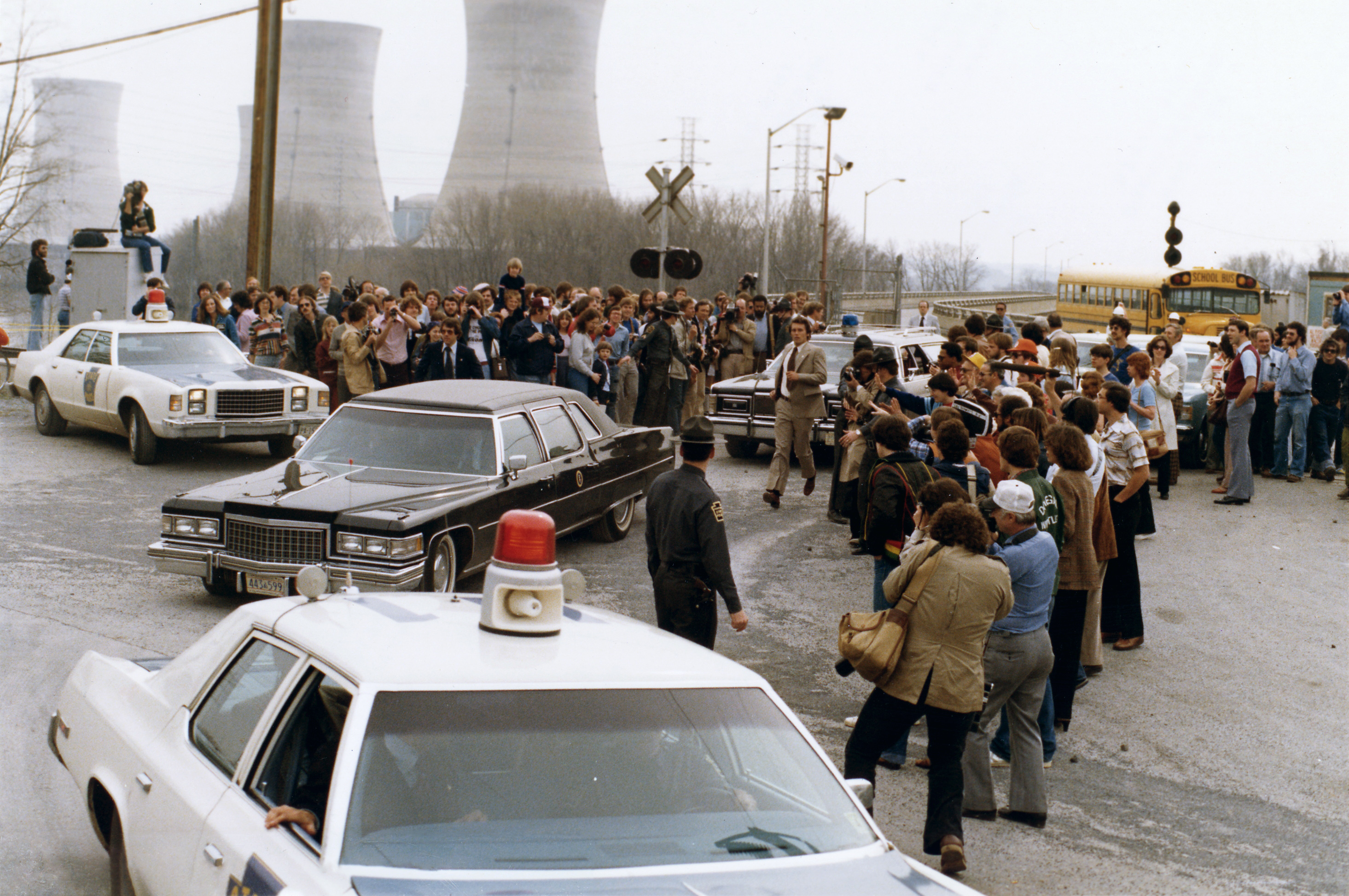
Presidente Jimmy Carter dejando Three Mile Island de Middletown, Pensilvania 1 de abril de 1979

Los costos inesperadamente altos en el programa de armas nucleares, además de la competencia con la Unión Soviética y el deseo de extender la democracia a través del mundo, creó ". presión sobre los funcionarios federales para desarrollar una industria de energía nuclear civil que podría ayudar a justificar los gastos considerables del gobierno."
La Ley de Energía Atómica de 1954 animó a las empresas privadas a la construcción de reactores nucleares, a esto le siguió una fase de aprendizaje con muchas fusiones parciales y accidentes en reactores experimentales y centros de investigación. Esto llevó a la de la Ley Price-Anderson en 1957, lo que fue: ". una admisión implícita de que la energía nuclear proporciona riesgos que los productores no estaban dispuestos a asumir sin el apoyo federal." La Ley Price-Anderson ". protege instalaciones nucleares, vendedores y proveedores frente a las reclamaciones de responsabilidad en caso de un accidente catastrófico mediante la imposición de un límite superior sobre la responsabilidad del sector privado." Sin dicha protección, las empresas privadas no estaban dispuestos a participar. Ninguna otra tecnología en la historia de la industria estadounidense ha gozado de tanta protección general continua.
El primer reactor de EE. UU. para hacer frente a la oposición pública fue Fermi 1 en 1957. Fue construido aproximadamente a 30 millas de Detroit y hubo oposición por parte de la Unión de Trabajadores Automotrices del Estado.
La empresa Pacific Gas & Electric planificó la construcción de la primera central nuclear comercialmente viable en los EE. UU. en Bodega Bay, al norte de San Francisco. La propuesta fue polémica y el conflicto con los ciudadanos locales comenzó en 1958. El sitio propuesto para la planta estaba cerca de la falla de San Andrés y a regiones ambientalmente sensibles por las industrias pesqueras y lecheras. El Sierra Club se involucró activamente en la controversia. El conflicto terminó en 1964, con el abandono forzado de los planes para la planta de energía de Bodega Bay. El historiador Thomas Wellock rastreó el nacimiento del movimiento antinuclear en los Estados Unidos a la controversia de Bodega Bay.  Los intentos de construir una planta de energía nuclear en Malibú fueron similares a los de Bodega Bay y también fueron abandonados.
Un pequeño reactor de pruebas militares explotó en el Reactor Estacionario de Baja-Potencia Uno en Idaho Falls en enero de 1961, causando 3 muertos. Esto fue causado por una combinación de diseño del reactor de tipo peligroso y error del operador. En 1966 otra fusión sucedió en la Estación de Generación Nuclear Enrico Fermi.
En su libro de 1963, Change, Hope and the Bomb,  David E. Lilienthal criticó los desarrollos nucleares, especialmente la falla de la industria nuclear en responder los cuestionamientos de los residuos nucleares. Argumentó que esto sería ".particularmente irresponsable el continuar con la construcción de plantas nucleares de gran escala sin un método seguro de desechar los residuos nucleares." Sin embargo, Lilienthal no tuvo una posición completamente en contra del programas nuclear. Su postura enfatizaba la necesidad de una aproximación mucho más cautelosa.
Samuel Walker, en su libro Three Mile Islandː A Nuclear Crisis in Historical Perspective, explica que el crecimiento de la industria nuclear en los Estados Unidos ocurría al mismo tiempo que el movimiento ambiental estaba siendo formado. Los ambientalistas vieron las ventajas de la energía nuclear para reducir la contaminación del aire, en otros campos de tecnología nuclear se volvió crítica.  La perspectiva de que la energía nuclear era mejor para el ambiente que los combustibles fósiles fue debilitada a finales de la década de 1960 cuando surgió controversia sobre los efectos de los desperdicios de las plantas nucleares en la calidad del agua. La industria nuclear ". gradualmente tomó acciones para reducir la contaminación térmica a través de la construcción de torres de enfriamiento."
Diversos científicos, incluyendo John Gofman y Arthur Tamplin, retaron el punto de vista de que pequeñas cantidades de radioactividad liberadas por las plantas nucleares durante sus actividades normales, no representaban ningún peligro, argumentaron ". que la liberación de dicha radioactividad representaba una amenaza severa a la salud pública y podía causar decenas de miles de muertes por cáncer cada año." El intercambio de puntos de vista a cerca de los peligros de la radiación causaron dudas respecto a la energía nuclear, especialmente entre aquellos que no podían analizar y estudiar a detalle todos los argumentos.
El gran tamaño de las centrales nucleares que fueron diseñadas durante la década de 1960 planteó nuevas preguntas sobre la seguridad y creó temores de un accidente grave en un reactor que liberaría grandes cantidades de radiactividad al medio ambiente. A principios de la década de 1970, un debate muy polémico sobre el rendimiento de los sistemas de refrigeración de emergencia del núcleo en plantas nucleares, diseñado para evitar una fusión del núcleo que podría conducir a la "síndrome de China", recibió amplia cobertura en los medios populares y revistas técnicas. Los sistemas de refrigeración de emergencia del núcleo entraron en controversia poniéndolo como primera prioridad de la AEC dentro de la promoción de la industria nuclear o la protección de la salud y la seguridad pública.
Para los principios de los años 70, la actividad antinuclear había incrementado dramáticamente en conjunto con las preocupaciones acerca de la seguridad nuclear y críticas al proceso de elaboración de políticas. Inicialmente dispersa y organizada a nivel local, la oposición a la energía nuclear se convirtió en un movimiento nacional a mediados de la década de 1970 cuando los grupos tales como el Sierra Club, Amigos de la Tierra, Natural Resources Defense Council, Unión de Científicos, entre otros se involucraron. Con el aumento del ecologismo en la década de 1970, el movimiento antinuclear creció sustancialmente:

En 1975-76 se introdujeron iniciativas de votación en ocho estados para el control o detención del crecimiento de plantas nucleares. A pesar de que tuvieron poco éxito en las encuestas públicas, algunas de las propuestas fueron adoptadas en algunas legislaturas estatales, especialmente en California. Las intervenciones en los permisos de las plantas nucleares incrementaron y se enfocaban generalmente en problemas técnicos relacionados con la seguridad. Esta popularidad mantuvo expuesto el problema al público y contribuyó al aumento de la incertidumbre sobre la energía nuclear.

Otra área de permanente preocupación era la gestión de residuos nucleares . La ausencia de una instalación de gestión de residuos de trabajo se convirtió en una cuestión importante a mediados de la década de 1970:

En 1976 la Comisión de Energía de California anunció que no aprobaría ninguna otra planta nuclear a menos que las utilidades cubrieran por completo los costos de combustible y disposición de los desechos, una tarea impossible. Para finales de la década de 1970, más de treinta estados aprobaron la legislación que regulaba diversas actividades asociadas con los desechos nucleares.

Mucha de la tecnología y los materiales asociados a la creación de un programa de energía nuclear tienen una capacidad de doble uso , ya que pueden ser utilizados para fabricar armas nucleares, si un país decide hacerlo. En 1975 cerca de 2 000 prominentes científicos firmaron una Declaración sobre Energía Nuclear, preparada por la Unión de Científicos , advirtiendo sobre los peligros de la proliferación nuclear y solicitando al presidente y al Congreso suspender la exportación de la energía nuclear a otros países y reducir la construcción nacional hasta que se resolvieran los principales problemas. Theodore Taylor, un exdiseñador de armas nucleares, explicó, ". la facilidad con que las bombas nucleares podrían fabricarse si el material fusionable estaba disponible."
En 1976, cuatro ingenieros nucleares -tres de GE y uno de la Comisión Reguladora Nuclear renunciaron, afirmando que la energía nuclear no era tan segura como sus superiores habían afirmado. Estos hombres eran ingenieros que habían pasado la mayor parte de su vida laboral construyendo reactores. Ellos testificaron ante el Comité Conjunto sobre Energía Atómica que: 

"el efecto acumulado de todos los defectos y deficiencias en el diseño, construcción y operación de las plantas nucleares, hacen que un accidente en alguna de estas plantas, en nuestra opinión, sea un evento certero. La única preguntas es ¿cuándo? y ¿dónde?

Estos asuntos, junto con una serie de otros cuestionamientos ambientales, técnicos y de salud pública hicieron que la energía nuclear fuera el centro de controversia. El apoyo público, que era muy grande a inicios de la década de 1960, se había perturbado. Forbes, en su edición de septiembre de 1975, reportó que "el movimiento antinuclear estaba siendo exitoso. [y] había disminuido la expansión de la energía nuclear."  Para la mitad de la década de 1970 los activistas antinucleares, fueron apoyados fuertemente por expertos desertores, se habían expandido de protestas locales a un evento masivo nacional con mucha influencia. A pesar de la falta de coordinación en la organización y que no tenían metas uniformes, el movimiento emergió como un movimiento importante que se centró en la oposición a la energía nuclear y que los esfuerzos del movimiento ganaron atención nacional.
El 28 de marzo de 1979, los fallos del equipo y errores del operador contribuyeron a la pérdida de refrigerante y una fusión parcial del núcleo en la central nuclear de Three Mile Island en Pensilvania. La Asociación Nuclear Mundial ha declarado que la limpieza del sistema de reactor nuclear dañada en TMI-2 tomó casi 12 años y costó aproximadamente 973 millones de dólares. Benjamin K. Sovacool, en su evaluación preliminar de 2007 de los accidentes graves de energía, estima que el accidente de TMI causó un total de $ 2.4 mil millones en daños a la propiedad. Los efectos sobre la salud del accidente de Three Mile Island están ampliamente  pero no universalmente aceptados como de muy bajo nivel. El accidente provocó protestas en todo el mundo.
El accidente de Three Mile Island 1979 inspiró el libro de accidentes normales de Perrow, donde ocurre un accidente nuclear, como resultado de una interacción no prevista de múltiples fallos en un sistema complejo. TMI fue un ejemplo de un accidente normal, ya que era ". inesperado, incomprensible, incontrolable e inevitable."

Perrow concluyó que la falla en la planta Three Mile Island fue una consecuencia de la complejidad inmensa del sistema. Esos sistemas modernos de alto riesgo, eran propensos a fallas a pesar de que tan bien fueran manejadas. Era inevitable que ocurriría lo que ellos llamaban un  'accidente normal'. Por lo tanto, el sugirió que se debían contemplar mejoras radicales en el diseño, si eso era imposible, sería correcto abandonar dicha tecnología por completo.

Las centrales nucleares son un complejo sistema de energía  y adversarios de la energía nuclear han criticado la sofisticación y la complejidad de la tecnología. Helen Caldicott ha dicho: ". en esencia, un reactor nuclear es sólo una manera muy sofisticada y peligrosa para hervir el agua, análoga a cortar una libra de mantequilla con una motosierra." Estos críticos de la energía nuclear abogan por el uso de la conservación de la energía, el uso eficiente de la energía y las tecnologías de energía renovable apropiadas para crear nuestro futuro energético. Amory Lovins, del Rocky Mountain Institute, ha afirmado que los sistemas centralizados de electricidad con centrales gigantes se están volviendo obsoletos. En su lugar están emergiendo "recursos distribuidos" , las fuentes de suministro de electricidad descentralizados (incluyendo la eficiencia) que son más baratos, más limpios, menos arriesgados, más flexibles, y más rápidos de implementar. Estas tecnologías son a menudo llamadas "tecnologías suaves de energía" y Lovins vio que sus impactos eran más amables, agradables y fácil de administrar que las tecnologías de energía fuerte, tales como la energía nuclear.
Los sistemas de energía nuclear tienen un tiempo de estancia de larga duración . La finalización de la secuencia de actividades relacionadas con una estación de energía nuclear comercial , desde el inicio de la construcción a través de la eliminación segura de los residuos radiactivos su último , puede tardar años 100-150.

### Emergencia del movimiento anti-uranio

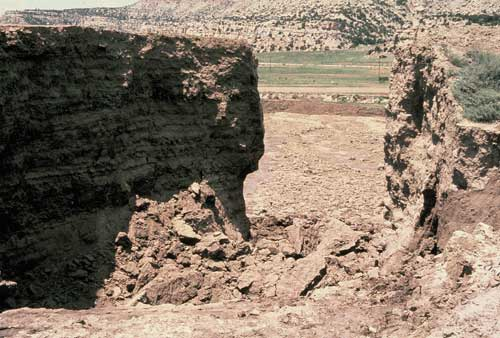
La mina de uranio The Church Rock. Se formó una grieta de 20 pies de ancho cerca de las 5ː30 a. m. en la mañana del 16 de julio de 1979.

Se extrae uranio de la tierra. El uso más importante del uranio derivado de su extracción es el uso como combustible para las plantas nucleares. Después de extraer placas de uranio, normalmente son procesadas para obtener el material en forma de partículas para luego tratar dichos materiales para extraer el uranio mediante un proceso químico. El proceso de molido comúnmente produce un material en forma de polvo seco que consiste de uranio natural. Es vendido en el mercado como U3O8 ,el proceso hace uso de grandes cantidades de agua.
El derrame de uranio de Church Rock ocurrió en Nuevo México el 16 de julio de 1979 cuando los residuos de la mina Church Rock de la empresa United Nuclear Corporation's superaron la zona de contención y fueron derramados. Más de 1,000 toneladas de desperdicios sólidos radioactivos de las minas y 93 millones de galones de soluciones contaminadas de ácido y radioación fueron arrojados al río Puerco River y los contaminantes viajaron 80 millas (128.74 km) río abajo hasta Navajo Country, Arizona  y llegó hasta Navajo Nation. El accidente liberó más radioactividad que el accidente the Three Mile Island que ocurrió cuatro meses antes y fue la mayor liberación de material radioactivo en la historia de los Estados Unidos. El agua del subsuelo cerca del derrame fue contaminada y el agua del río Puerco no fue útil para el uso humano por los lugareños, quienes fueron advertidos de la toxicidad del río.
A pesar de los esfuerzos realizados para limpiar los sitios con uranio, se presentaron muchos problemas y aún hay restos de uranio que representan peligros en los estados de Utah, Colorado, Nuevo México y Arizona. Cientos de minas abandonadas no han sido limpiadas y representan un peligro ambiental y a la salud de muchas comunidades.  La Agencia de Protección Ambiental (EPA) estima que hay alrededor de 4000 minas con producción documentada de uranio y otros 15,000 lugares con trabajo con uranio en 14 estados, la mayoría encontrados en el área Four Corners y Wyoming. Uranium Mill Tailings Radiation Act es una ley ambiental en los Estados Unidos que representa enmiendas al Acta de Energía Atómica de 1954 y le dio a la Agencia de Protección Ambiental la autoridad de establecer estándares ambientales y de salud para la estabilización, restauración y disposición de desechos mineros de uranio.
Los activistas anti-uranio en los Estados Unidos incluyenː Thomas Banyacya, Manuel Pino y Floyd Red Crow Westerman.

## Grupos específicos
Las organizaciones antinucleares se oponen a las plantas nucleares, armas nucleares o la extracción de uranio. Más de ochenta grupos operan o han operado en los Estados Unidos, y algunas de ellas son:
- Alianza Abalone
- Asociación de Control de Armas
- Alianza Bailly
- Beyond Nuclear
- Alianza Clamshell
- Comité para la Responsabilidad Nuclear
- Corporate Accountability International
- Consejo para un Mejor Mundo
- Critical Mass
- Amigos de la Tierra
- Greenpeace
- Madres de la Paz
- Músicos Unidos por una Energía Segura
- NAU En Contra del Uranio
- Nevada Desert Experience
- Grupo No Nukes
- Fundación de la Paz en la Era Nuclear
- Instituto de Control Nuclear
- Servicio de Información y Recursos Nucleares
- Peace Action
- Físico para la Responsabilidad social
- Movimiento Plowshares
- Ciudadanos Públicos
- The Seneca Women´s Encampment for a Future of Peace and Justice
- Alianza Shad
- Sierra Club
- Alerta de Three Mile Island
- Women Strike for Peace

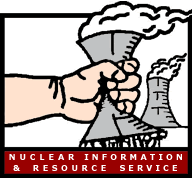
Logo del Servicio de Recursos e Información Nuclear

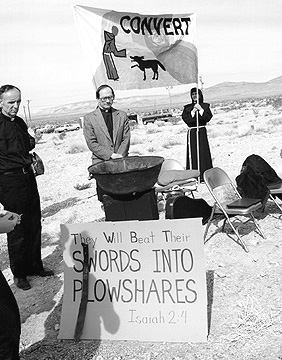
Miembros del Nevada Desert Experience mantienen una huelga de hambre durante el periodo de Pascua de 1982 a la entrada del Sitio de Pruebas de Nevada.

Algunos de los grupos con mayor influencia en el movimiento antinuclear tienen miembros que eran científicos de élite incluyendo premios Nobel como Linus Pauling y Hermann Joseph Muller. En los Estados Unidos, estos científicos han sido parte de estos gruposː la Unión de Científicos Preocupados , la Federación de Científicos de América, y el Comité para la Responsabilidad Nuclear.
Muchas organizaciones religiosas se han opuesto a las armas nucleares. El rechazo del desarrollo y uso de armas nucleares es "uno de los ideales más compartidos entre todas las doctrinas religiosas". En 1980, algunos grupos religiosos organizaron protestas muy grandes antinucleares que incluyeron cientos de miles de personas y algunos grupos específicos como la Convención Baptista del Sureste y la Iglesia Episcopal. Las comunidades protestantes, católicas y judías publicaron declaraciones antinucleares y en el 2000 la comunidad musulmana comenzó a mostrarse en contra de las armas nucleares.
La plataforma adoptada por los delegados del Partido Verde (Estados Unidos) en su Congreso Anual Verde de 26 a 28 de mayo de 2000 reflejó que la mayoría de las opiniones incluían la creación de sistemas de energía renovable y el uso de recursos federales para incentivar el cierre de las plantas nucleares y dejar atrás los combustibles fósiles.
Las campañas recientes por los grupos antinucleares se han relacionado con diferentes plantas nucleares incluyendo la Planta Nuclear Enrico Fermi, Indian Point Energy Center, Oyster Creek Nuclear Generating Station, Estación Pilgrim Nuclear Generating, Planta Nuclear Salem , y la Planta Vermont Yankee. Ha habido campañas que se relacionan a la Planta Nuclear Y-12, el Laboratorio Nacional de Idaho, a las propuestas de la correcta disposición de los residuos nucleares de Yucca Mountain, el sitio Hanford Site, el sitio de pruebas Nevada ,  el Laboratorio Nacional Lawrence Livermore, y la transportación de desperdicios nucleares del Laboratorio Nacional de Los Álamos .

## Protestas antinucleares

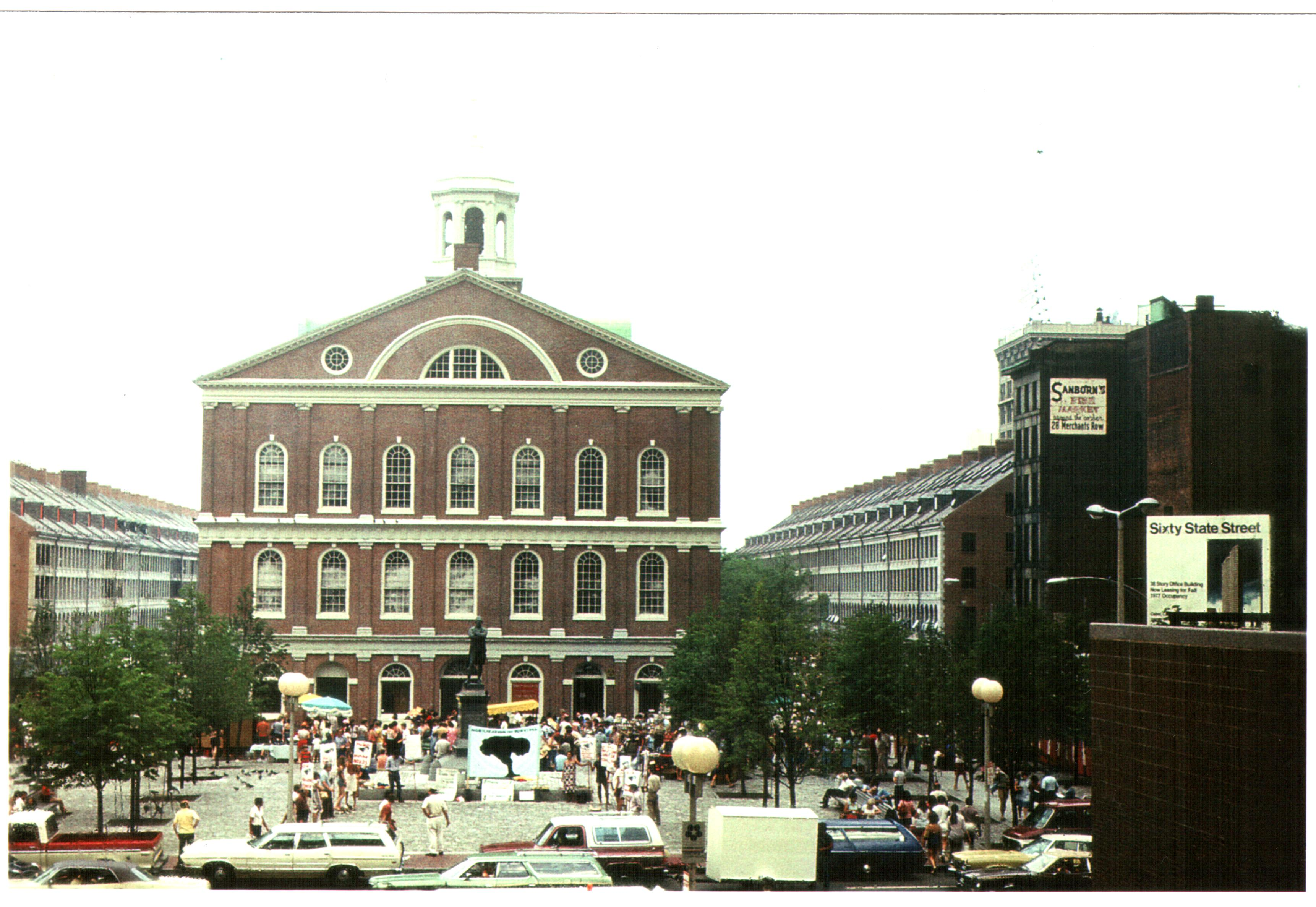
Protesta antinuclear en Estados Unidos en 1977

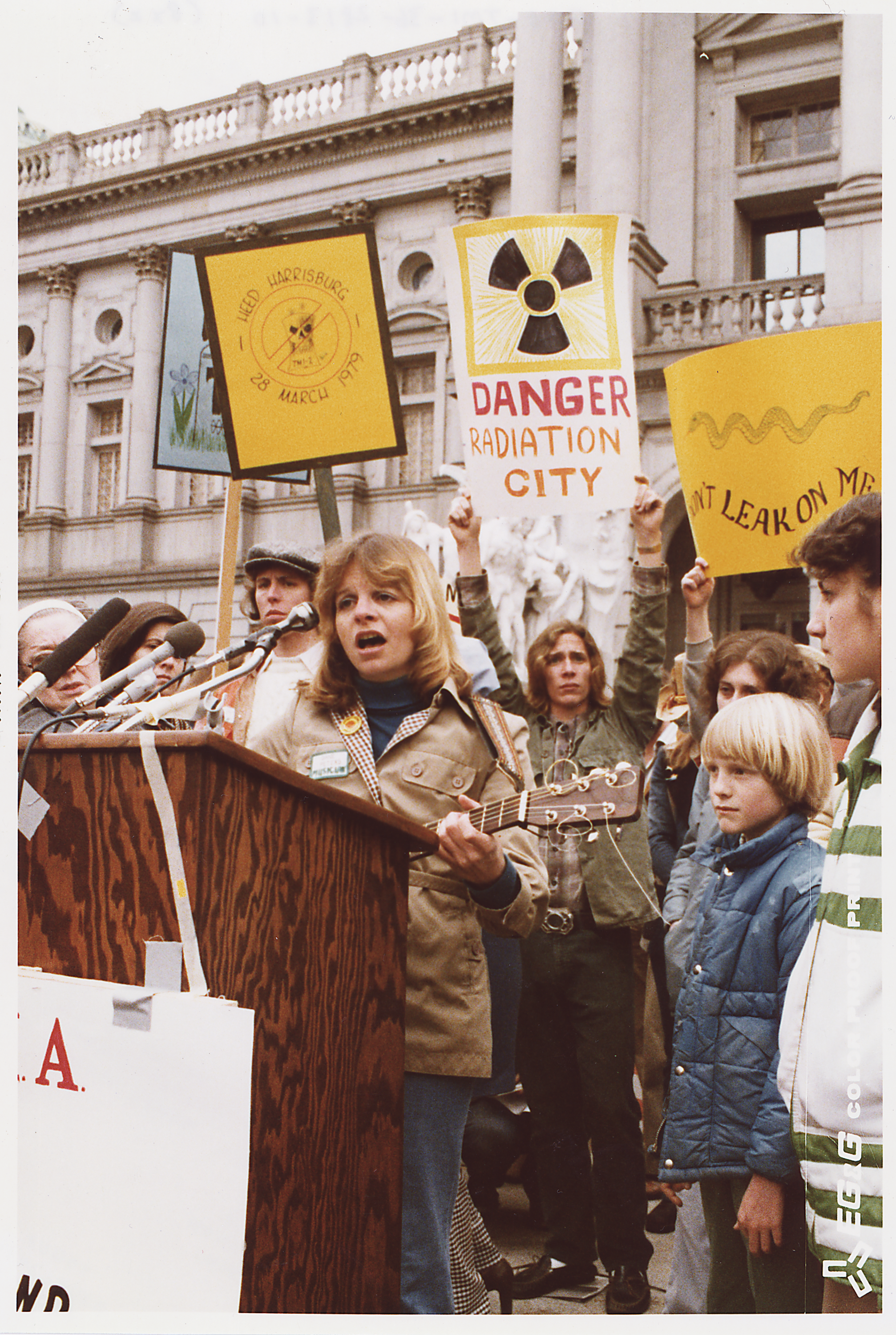
Protestas antinucleares en Harrisburg en 1979, seguido del accidente en Three Mile Island

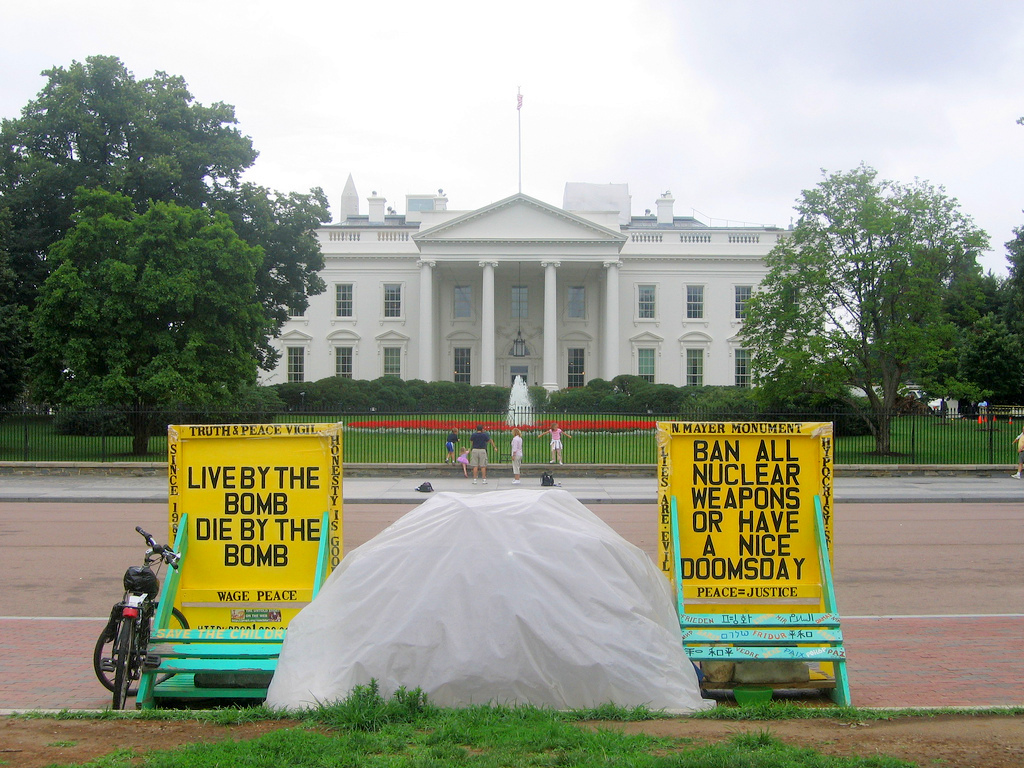
Huelga de hambre en la Casa Blanca, la protesta pacífica más larga en la historia de Estados Unidos, y fe comenzada por Thomas en 1981.

Reservas almacenadas de armas nucleares de Estados Unidos y de la URSS/Rusia de 1945-2005.

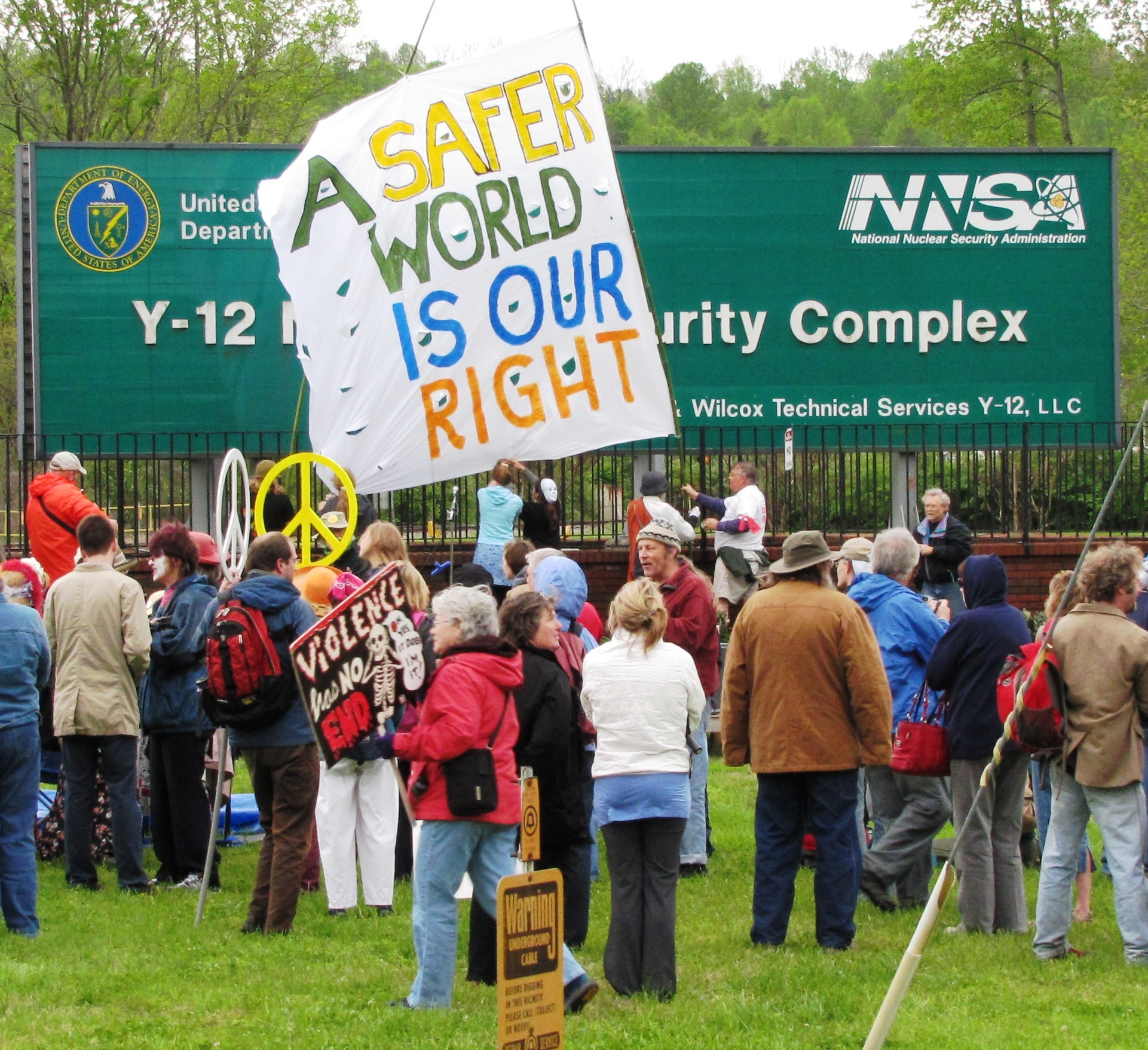
Las protestas de OREPA en abril de 2011 en la entrada de la planta de armas Y-12

El 1 de noviembre de 1961, en el punto más crítico de la Guerra Fría cerca de 50,000 mujeres se reunieron mediante la organización Women Strike for Peace y marcharon en 60 ciudades de los Estados Unidos para demostrar rechazo a las armas nucleares. Fue la protesta nacional de mujeres más grande del siglo XX.
Hubo muchas protestas antinucleares en los Estados Unidos que capturaron la atención pública nacional durante la década de los setenta y ochenta. Estas incluyeron las protestas de la Alianza Clamshell en la Planta Nuclear Seabrook y las protestas de la Alianza Abalone en la Planta nuclear Cañón del Diablo, donde miles de protestantes fueron arrestados. Otras protestas masivas siguieron en 1979 después del accidente de Three Mile Island.
Se llevó a cabo una demostración antinuclear masiva en mayo de 1979 en Washington D. C. cuando 65,000 personas incluyendo al gobernador de California, llevaron a cabo una marcha en contra de la energía nuclear. En la Ciudad de Nueva York el 23 de septiembre de 1979, cerca de 200,000 personas se reunieron en una protesta en contra de la energía nuclear. Después de las protestas en contra de la energía nuclear, se cerraron algunas plantas como Shoreham, Yankee Rowe, Millstone I, Rancho Seco, Maine Yankee y cerca de una docena más de plantas nucleares.
El 3 de junio de 1981, Thomas lanzó una huelga de hambre en la Casa Blanca en Washington, D.C. Se unió después a una huelga de hambre realizada por activistas antinucleares encabezada por Concepción Picciotto y Ellen Benjamin.
El 6 de junio de 1982, 85 000 personas se reunieron en Rose Bowl en Pasadena, CA para el  “Domingo de Paz: Tenemos un sueño" y se llevó a cabo un concierto para apoyar a la Sesión Especial de las Naciones Unidas en el Desarme Nuclear. Algunos de los artistas incluyeron Joan Báez, Bob Dylan, Stevie Wonder and Crosby, Stills & Nash.
El 12 de junio de 1982, un millón de personas se mostraron en contra de las armas nucleares en la Ciudad de Nueva York y para el fin de la carrera armamentística de la guerra fría. Fue la protesta más grande antinuclear y la manifestación política más grande en la historia de los Estados Unidos. En el día Internacional de Desarme Nuclear las protestas se llevaron a cabo el 20 de junio de 1983 en 50 sitios diferentes a lo largo de Estados Unidos. En 1986, cientos de personas caminaron de Los Ángeles a Washington D. C. en la Gran Marcha de Paz para el Desarme Global Nuclear.  Hubo muchas protestas en el Desierto de Nevada y campamentos de paz en el Sitio de Pruebas de Nevada durante 1980 y 1990.
En la década de los ochenta, cuando algunas plantas nucleares seguían en construcción, el interés en la política de energía nuclear cambió y muchos activistas se enfocaron en la preocupación de las armas de destrucción masiva y la carrera armamentística. También existió un proceso de institucionalización del movimiento antinuclear, donde el movimiento antinuclear se volvió un poco de bajo perfil y se enfocó en áreas institucionales como regulaciones, trámites burocráticos y retos legales. A nivel estatal, los grupos antinucleares también tuvieron éxito al colocar varios referéndums en la boleta de votación.
El 1 de mayo de 2005, 40,000 protestantes antinucleares marcharon a las Naciones Unidas en Nueva York, 60 años después del bombardeos atómicos en Hiroshima y Nagasaki . Esta fue la marcha antinuclear más grande en los Estados Unidos por varias décadas. En 2008, 2009 y 2010,  ha habido protestas acerca de y campañas en contra de varias propuestas de reactores nucleares en los Estados Unidos.
Hay una protesta anual en contra de las armas nucleares de los Estados Unidos en el Laboratorio Nacional Lawrence Livermore  en California, en las protestas de 2007, 64 personas fueron arrestadas. Ha habido una serie de protestas en el Sitios de Prueba de Nevada  y en las protestas de abril de 2007 en el sitio de pruebas en el Desierto de Nevada, 39 personas fueron arrestados por la policía.  Ha habido protestas antinucleares en la Base Naval Kitsap por muchos años, y algunas más en 2008. En 2008 y 2009 también hubo protestas en contra de varias propuestas de reactores nucleares.

## Personas con una posición antinuclear

### Al Gore
El exvicepresidente Al Gore dice que él no es antinuclear, pero ha declarado que "El costo de los reactores de la presente generación debía ser casi prohibida."  En su libro del 2009, Our Choice, Gore argumenta que la energía nuclear fue una vez "la candidata para proveer electricidad ilimitada a bajo costo", pero la realidad es que ha sido ". una fuente de energía en crisis por los últimos 30 años." El crecimiento global de la energía nuclear ha decrecido en los últimos años, sin reactores nuevos y un "declive actual en la capacidad global de producción en 2008." En los Estados Unidos, ". no se ordenaron nuevas plantas después de que se finalizaran su construcción en 1972".

De los reactores de las 253 plantas nucleares que se ordenaron originalmente en los Estados unidos de 1953 a 2008, el 48 por ciento fueron canceladas, el 11 por ciento fueron cerradas prematuramente, 14 por ciento sufrieron un cierra de al menos un año y 27 por ciento están operando sin un permiso de más de un año. Es decir, un cuarto de todas ellas, o quizá la mitad siguen en operación y han probrado ser confiables.

### Amory Lovins
En su libro en 2005  Winning the Oil Endgame, Amory Lovins  agradece a los ingenieros nucleares, pero es crítico hacia la industria nuclearː 

Ningún vendedor ha generado dinero vendiendo reactores nucleares. Esto es una gran falla para cualquier empresa en la historia industrial mundial. No nos referimos a esto como crítica a los que se dedican a las plantas nucleares, de quienes aún dependemos por sus conocimientos y habilidades; merecen crédito de las mejoras impresionantes a las operaciones en las plantas nucleares en Estados Unidos. Es simplemente como las tecnologías y los mercados evolucionan a pesar de que tengan las mejores intenciones y el esfuerzo inmenso. Las plantas nucleares de hoy en día no tienen un competidor más que las plantas de carbón. Pero en una rápida sucesión, cuando se alcance una verdadera eficiencia, con las plantas de ciclo conbinado, la generación de energía renovable e incluso la energía eólica serán competitivas. Y el rango de competidores continuará creciendo y sus costos disminuirán mucho más que los de la energía nuclear.

En 1998, Lovins argumentó que el mejoramiento de la eficiencia energética puede disminuir los efectos del cambio climático y el efecto invernadero, reducir la lluvia ácida y la contaminación del aire, ahorrar dinero y evitar los problemas de la energía nuclear. Dada la urgencia de abatir el calentamiento global, Lovins mencionó que no se puede sostener la inversión cuando esos mismos dólares se invierten eficientemente en el desplazamiento de dióxido de carbono.
En el libro “Nuclear Power: Climate Fix or Folly,” publicado en 2010, Lovins mencionó que la expansión de la energía nuclear ". no representa una solución costo-efectiva al calentamiento global y que los inversionistas la rechazarían a menos de que hubieran subsidios generosos por parte del gobierno."

### Joseph Romm
Joseph Romm sostiene que la energía nuclear genera cerca de 20 por ciento de la electricidad en los Estados Unidos y es una fuente baja en carbón, que ha recibido de nuevo un interés en los años recientes. Hasta ahora, dice Romm, la energía nuclear " debido a sus propias limitaciones va a disminuir su crecimiento, especialmente en el corto plazo" y las limitaciones incluyenː 
- "Costos de capital altos y escalando
- Cuellos de botella de producción en componentes clave necesarios para construir las plantas
- Tiempos de construcción muy largos
- Preocupaciones acerca de los suministros de uranio y problemas importantes
- Problemas sin resolver con la disposición y seguridad del desperdicio radioactivo, que tiene una vida media de 100,000 años
- Uso de agua en gran escala y contaminación del líquido
- Altos costos de electricidad de las nuevas plantas".[102]

### Randall Forsberg
Randall Forsberg se interesó en el control de armas mientras trabajaba en el Instituto Internacional de Investigación en la Paz en Estocolmo a finales de la década de 1960 y principios de la década de 1970. En 1974 regresó a Estados Unidos y se convirtió en estudiante de posgrado en estudios internacionales en el Massachusetts Institute of Technology. En 1979, Forsberg escribió Call to Halt the Arms Race, que más tarde se convirtió en el manifiesto de la Campaña de Congelamiento de Armas Nucleares. El documento buscaba una cancelación bilateral en las pruebas, producción, desplazamiento y distribución de armas nucleares.
Forsberg fue galardonada con un doctorado en 1980 y comenzó el Instituto para el Estudio de la Defensa y Desarme, que se convertiría en una fuente importante para le movimiento de paz y el movimiento anti-armas nucleares. En 1983 Forsberg fue galardonada con el premio de la Fundación MacArthur, genius grant. En 2005 se convirtió en patrocinadora Spitzer en Ciencias Políticas en la Universidad City College of New York, y murió de cáncer en 2007 cuando tenía 64 años de edad.

### Christopher Flavin
Muchos defensores de la energía nuclear argumentaban que, dada la urgencia de hacer algo por el calentamiento global, debía llevarse a cabo. Christopher Flavin; sin embargo, contuvo dichas implementaciones y criticó algunos de los puntos más fuertes de la energía nuclear:

La planeación, obtención de premisos y la construcción de una sola planta nuclear toma una década o más y las plantas frecuentemente fallan en cumplir todas las fechas límite. Debido a un desacato en las órdenes en las décadas recientes, el mundo está en una capacidad muy limitada de manufacturar muchos de los componentes críticos de las plantas nucleares. Retomar la completa capacidad tomará una década o más. .

Dad la urgencia del problema del cambio climático, Flavin enfatizó que la comercialización rápida de energía renovable y el uso eficiente de energía:

Los mejoramientos en la producción de energía y en energía renovable están disponibles en abundance -- y las nuevas políticas y tecnologías están se están haciendo mucho más competitivas económicamente respecto a los combustibles fósiles. En conjunto, estas energías representan la alternativa más robusta al sistema actual de energía, capaz de proveer servicios de energía que la economía moderna requiere. Dada la urgencia del cambio climático, eso es muy conveniente.

### Otras personas
Algunas personas notables selectas que se han expresado dudas a cerca de la energía nuclear, armas nucleares o extracción de uranio en los Estados Unidos incluyenː 
- Larry Bogart
- Helen Caldicott
- Barry Commoner
- Frances Crowe
- Carrie Barefoot Dickerson
- Paul M. Doty
- Jane Fonda
- Randall Forsberg
- Paul Gunter
- John Hall
- Jackie Hudson
- Sam Lovejoy
- Amory Lovins
- Arjun Makhijani
- Gregory Minor
- Hermann Joseph Muller
- Ralph Nader
- Linus Pauling
- Eugene Rabinowitch
- Bonnie Raitt
- Martin Sheen
- Karen Silkwood
- Louis Vitale
- Harvey Wasserman

## Críticas

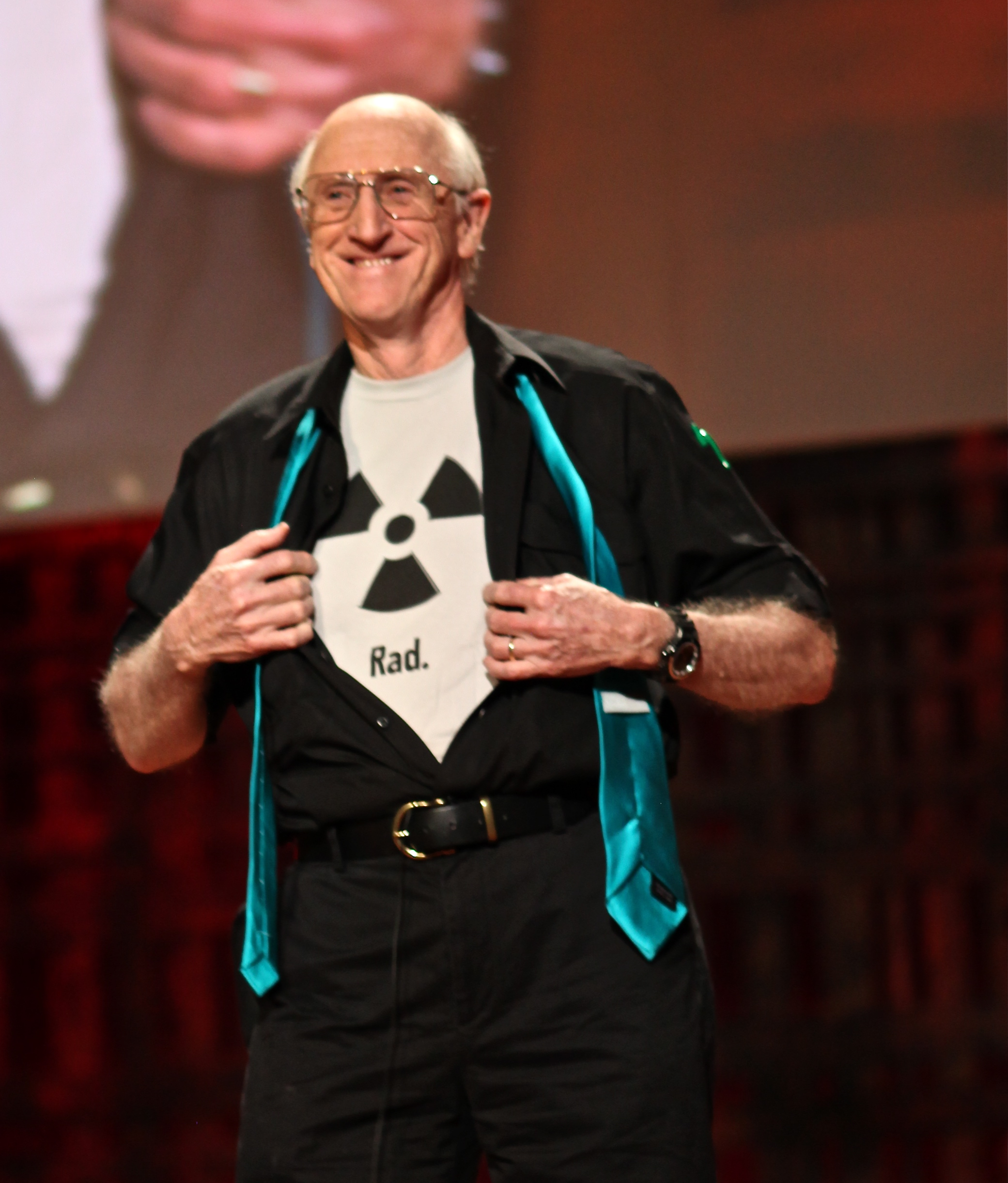
Stewart Brand en un debate del 2010, "¿El mundo necesita energía nuclear?"

En noviembre de 2009, el periódico, The Washington Post reportó que la energía nuclear estaba emergiendo como "quizá el arma menos efectiva en contra del cambio climático, con el respaldo de algunos activistas verdes que alguna vez realizaron una campaña en contra de ella."   El artículo decía que en lugar de disminuir el potencial de la energía nuclear, algunos activistas lo estaban incrementando y que para ese momento solo eran "una oposición silenciada", nada como las protestas y planes e invasiones a las plantas que ayudaron a definir el movimiento antinuclear en los Estados Unidos durante la década de 1970.
Patrick Moore, uno de los fundadores iniciales de Greenpeace, dijo en una entrevista de 2008 que, "No fue hasta después de que dejé Greenpeace que el asunto del cambio climático comenzó a ser importante para mí tanto que comencé a pensar de nuevo en la política energética en general y me di cuenta de que había estado incorrecto en mis análisis respecto al asunto nuclear como si fuera alguna clase de agente maligno."  Bernard Cohen, Profesor Emérito de Física de la Universidad de Pittsburgh, calcula que la energía nuclear es mucho más segura que muchas otras formas de producción de energía convencionales.
Algunas de las críticas al movimiento se refieren a estudios independientes que muestran que el costo de capital de las fuentes de energía renovable son mucho mayores que las de la energía nuclear.  Si funcionan de manera normal, las plantas de carbón, que son la fuente de energía más predominante en Estados Unidos (una tendencia que se espera continúe por algún tiempo hasta que los precios de la energía renovable sean competitivos), acorta cerca de 24,000 vidas al año en los Estados Unidos con 2,800 de cáncer de pulmón únicamente. La Agencia de Protección Ambiental de los Estados Unidos estima que un rango de 13,000 a 34,000 muertes prematuras prevenibles pueden ser evitadas por la reducción en 2.5 PM de ozono generado por las plantas de carbón. En el 2008, la Organización Mundial de la Salud (OMS) y otras organizaciones calcularon que las partículas de carbón que causaban contaminación, generan aproximadamente un millón de muertes anualmente alrededor del mundo,  lo que es aproximadamente un tercio de las muertes prematuras relacionadas con las fuentes de contaminación.
Algunos críticos argumentan que la cantidad de residuos generados por las plantas nucleares es pequeño, dado que los residuos nucleares de más de 50 años de operación de todos los reactores nucleares del mundo cabrían en un estadio de fútbol con una profundidad de 5 pies. Adicionalmente, la energía por carbón en Estados Unidos genera alrededor de un millón de toneladas de desperdicios de bajas radioactividad por día y quizá acumulado, genera más radioactividad que todas las plantas nucleares, debido a que el uranio y el torio se encuentran de manera natural ente la tierra. Los que apoyan la energía nuclear también señalan que el costo y la cantidad de desperdicio para las operaciones de una planta nuclear están derivadas comúnmentede los reactores nucleares construidos usando diseños de segunda generación, con fechas a la década de 1960. Los diseños de reactores avanzados se estiman que son incluso más baratos de operar y generan menos de 1% de desperdicio.
Gracias a estos hechos, los que apoyan la energía nuclear argumentan que el poder de la fisión nuclear es la manera más segura disponible actualmente para reemplazar por completo el uso de combustibles fósiles, y los ambientalistas pronucleares argumentan que la combinación de energía nuclear con energías renovables pueden ser una forma rápida, segura y barata de seguir a delante.
En 2007, Gwyneth Cravens destacó el mensaje en su más reciente libro, Power to Save the World: The Truth About Nuclear Energy. En el argumenta que las plantas de energía nuclear son una fuente de energía segura y esencial para prevenir el calentamiento global. El documental del 2013 Pandora´s Film, dirigido por Robert Stone presenta un argumento de que la energía nuclear, es temida por los ambientalistas y que de hecho es la única manera factible de satisfacer la demanda creciente de energía, puntualizando también el problema del cambio climático. La película presenta varios personajes destacados que incluyeronː Stewart Brand, Gwyneth Cravens, Mark Lynas, Richard Rhodes y Michael Shellenberger. Los defensores del movimiento antinuclear como Helen Caldicott aparecen brevemente.
Para el 2014, la industria nuclear en los Estados Unidos comenzó a incrementar de nuevo sus esfuerzos, contratando a tres senadores —Evan Bayh, demócrata; Judd Gregg, republicana;y Spencer Abraham, republicano— así como a William M. Daley, un extrabajador del Presidente Obama. La iniciativa se llamó Nuclear Matter y ha comenzado una campaña publicitaria en los periódicos.

## Desarrollos recientes
Para inicios de 2010, los grupos antinucleares como Physicians for Social Responsibility, NukeFree.org y NIRS estuvieron peleando activamente por algunos préstamos federales para la construcción de nuevas plantas nucleares. En febrero de 2010, muchos grupos coordinaron un día nacional de movilizaciones al Congreso con el fin de detener un préstamo federal de 54 mil millones de dólares para la construcción de nuevas plantas nucleares. Sin embargo, el primer préstamo de 8.3 mil millones de dólares se le concedió a Southern Company el mismo mes.
En enero de 2010, cerca de 175 activistas antinucleares participaron en una caminata de 126 millas en un esfuerzo por bloquear el proceso de nuevos permisos de la Planta Nuclear Vermont Yankee. En febrero de 2010, numerosos activistas antinucleares y ciudadanos se reunieron en Montpelier para estar pendientes de la votación del Senado de Vermont que votaron 26 a 4 en contra del "Bien común" que certificaba la necesidad de la continuación de operación de Vermont Yankee en 2012. .
En abril de 2010, una docena de grupos ambientalistas (incluyendo Amigos de la Tierra, South Carolina's Sierra Club, Nuclear Watch South,  the Southern Alliance for Clean Energy, Georgia Women's Action for New Directions) mencionaron que el diseño del reactor propuesto AP1000  era " menos seguro que los reactores actuales."  Arnold Gundersen, un ingeniero nuclear, realizó un reporte de 32 páginas argumentando que un reactor nuclear AP1000 sería más vulnerable a fugas causadas por hoyos de corrosión. Hay planes de construir reactores Westinghouse AP1000 en siete sitios a lo largo de los estados del sureste, incluyendo Plant Vogtle en Burke County, Georgia.
En octubre de 2010, Michael Mariotte, director ejecutivo del grupo antinuclear Servicio de Recursos e Información Nuclear, predijo que la industria nuclear en Estados Unidos no experimentaría una reactivación nuclear, por una razón muy simpleː "los reactores nucleares no tienen un sentido económico". La recesión económica había llevado a una baja en la demanda de electricidad, el precio competitivo de recursos energéticos y el fallo del Congreso en aprobar la legislación del cambio climático hicieron la economía nuclear muy difícil.
El gobernador electo Peter Shumlin es un oponente prominente de la Planta nuclear Vermont Yankee Nuclear y dos días después de que Shumlin fuera elegido en noviembre de 2010, la compañía Entergy puso la planta en venta.

### Post-Fukushima

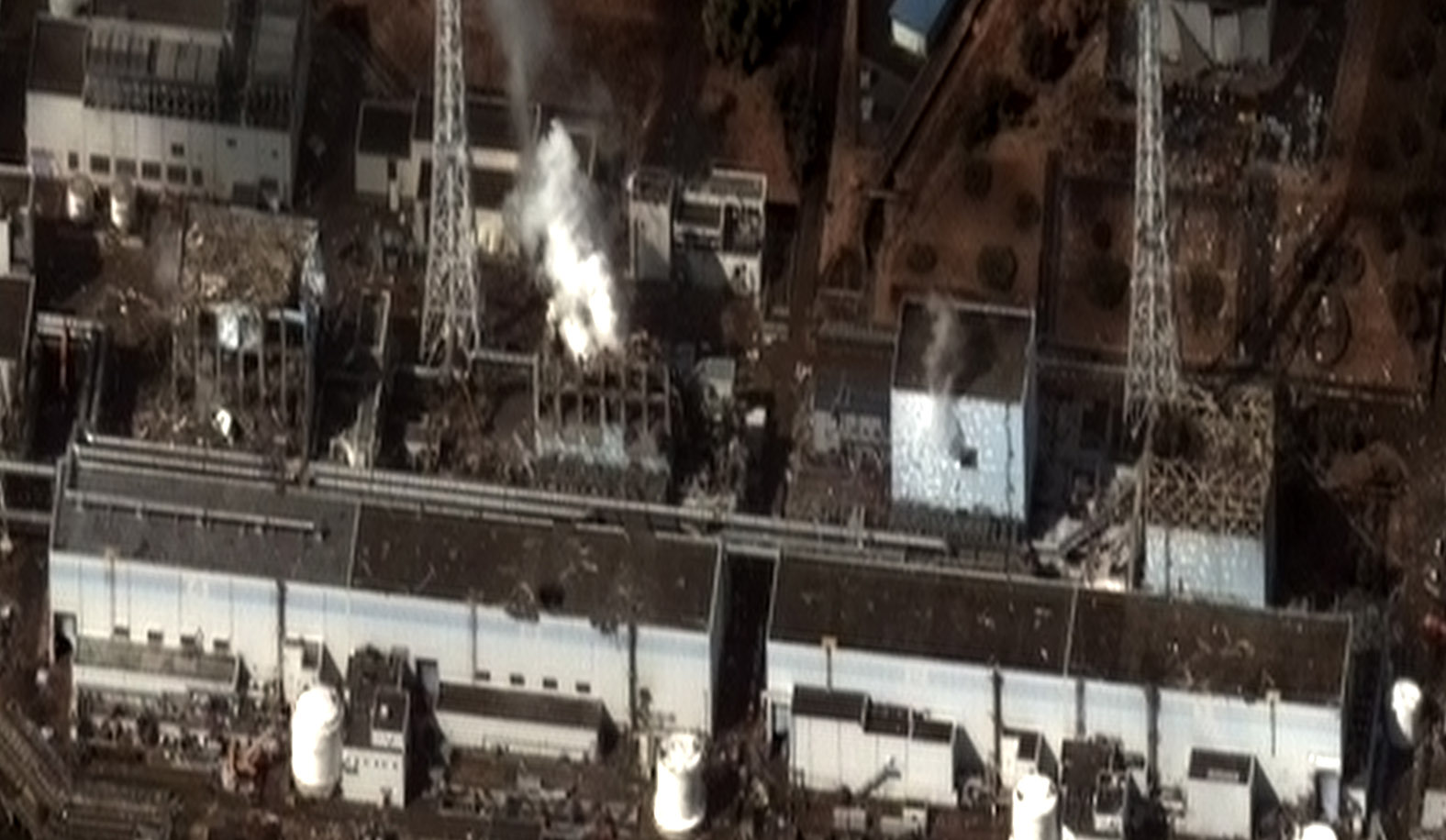
Después del accidente nuclear de Fukushima en 2011, las autoridades cerraron 54 plantas nucleares en todo el país. Para el 2013, el sitio de Fukushima seguía siendo altamente radioactivo, y generó más de 160, 000 evacuados quienes siguen viviendo en refugios temporales y muchos territorios seguirán siendo nada útiles por siglos. La dificultad de los trabajos de limpieza tomará más de 40 años y costará decenas de miles de millones de dólares.

Después del accidente nuclear en Japón de 2011, los activistas que estuvieron involucrados en el movimiento de emergencia (como Graham Nash y Paul Gunter), sugirieron que la crisis nuclear de Japón reavivó las protestas antinucleares en Estados Unidos. El propósito, dijeron, es "no sólo bloquear el apoyo de la administración de Obama de incentivar la construcción de plantas nucleares, si no también convencer a los estadounidenses del peligro existente que representan las plantas nucleares ."
En marzo de 2011, 600 personas se reunieron para una serie de protestas fuera de la planta Vermont Yankee. Este movimiento fue una demostración de apoyo para los miles de japoneses que se encontraban en peligro de una posible radiación del desastre en la planta nuclear de Fukushima Daiichi.
En abril de 2011, Rochelle Becker, director ejecutivo de Alliance for Nuclear Responsibility dijo que los Estados Unidos debían revisar sus límites para el control de accidentes nucleares, considerando los impactos económicos que había originado el desastre de Fukushima.
La región de Nueva Inglaterra tiene una larga historia de activismo antinuclear y 75 personas realizaron un movimiento estatal el 6 de abril de 2011, para "protestar por el deterioro de las plantas nucleares de la región y el incremento de fugas o derrames de material radioactivo". Las protestas fueron organizadas un poco antes de que el Congreso Local tomara la petición, donde algunos legisladores concedieron el tiempo para escuchar la contraposición de los representante de las tres plantas nucleares de la región – Pilgrim en Plymouth, Vermont Yankee en Vernon y Seabrook en New Hampshire—hablaron de la seguridad de sus reactores después de la crisis nuclear en Japón. Vermont Yankee y Pilgrim tienen reactores diseñados de forma similar al que sufrió fallas en la planta nuclear en Japón.
Para abril de 2011, un total de 45 grupos así como ciudadanos a lo largo de todo el país solicitaron a la Comisión Reguladora nuclear de Estados Unidos  que suspendiera inmediatamente la licencia y otras actividades a 21 propuestas de proyectos nucleares en 15 estados hasta que la Comisión completara un reporte extensivo después del accidente en el reactor en Fukushima. Los solicitantes también pidieron a la comisión que supplementary su propia investigación a través del establecimiento de una comisión independiente que se comparara a aquella establecida en el accidente de Thee Mile Island de 1979. Al grupo de solicitantes incluyó al grupo Public Citizen, Southern Alliance for Clean Energy y San Luis Obispo Mothers for Peace.
Treinta y dos años después del concierto de No Nukes en NuevaYork, el 7 de agosto de 2011, el grupo Músicos Unidos por una Energía Segura realizó un concierto de beneficencia en Mountain View, California, esto para reunir dinero para MUSE y para los daños generados por el desastre del tsunami nuclear en Japón. El espectáculo estuvo a cargo de muchos artistas que incluyeron Jackson Browne, Bonnie Raitt, John Hall, Graham Nash, David Crosby, Stephen Stills, Kitaro, Jason Mraz, Sweet Honey and the Rock, the Doobie Brothers, Tom Morello y Jonathan Wilson. En febrero de 2012, la Comisión Reguladora nuclear de Estados Unidos aprobó la construcción de dos reactores adicionales en la planta Vogtle Electric Generating, los primeros reactores fueron aprobados treinta años después del accidente de Three mile Island, pero el presidente de la comisión Gregory Jackzo puntualizó algunas preocupaciones de seguridad después del desastre nuclear en Fukushima del 2011 y dijo " No puedo apoyar la autorización de esta licencia como si Fukushima nunca hubiera ocurrido". Una semana después de que Southern recibiera la licencia para empezar la construcción de dos nuevos reactores, una docena de grupos ambientales y antinucleares se unieron para detener el proyecto de expansión de la Planta Vogtle, diciendo que "la seguridad pública y los problemas ambientales desde el accidente nuclear en Fukushima Daiichi no se habían tomado en cuenta".
Los reactores que se iban a construir en Vogtle eran unos reactores nuevos de tercera generación AP1000, que se dice tienen mejoramientos en la seguridad en comparación a reactores más viejos. Sin embargo, John Ma, jefe de ingenieros de construcción en la Comisión Reguladora Nuclear, tuvo preocupaciones de que algunas partes metálicas del recubrimiento del AP100 podrían ser tan frágiles que "un impacto de energía" como de una impacto de avión o un proyectil pudieran destruir la pared del reactor. Edwin Lyman, jefe de científicos del grupo Union of Concerned Scientists, tuvo sus preocupaciones respecta a la fuerza del recipiente de contención de acero alrededor del AP1000. Arnold Gundersen, un ingeniero nuclear comisionado por diferentes grupos antinucleares presentó un reporte que analizaba los peligros asociados a posibles fugas desde el recubrimiento de acero o de la estructura de contención.
En marzo de 2012, algunos activistas protestaron en la Planta San Onofre Nuclear Generating Station para celebrar el aniversario número uno del accidente en Fukushima, Japón, Cerca de 200 personas se reunieron en Onofre State Beach para escuchar a diferentes oradores, incluyendo dos residentes japoneses quienes sufrieron por el accidente en Fukushima. También estuviron presentes  Residents Organizing for Safe Environment y otras organizaciones antinucleares, quienes organizaron el evento y cerca de 100 activistas vinieron hasta San Diego.
Para el 23 de marzo de 2012, las plantas antiguas continuaron su operación, incluyendo algunas con un diseño similar a la planta que tuvo el accidente en Fukushima, como Vermont Yankee e Indian Point 2 sólo a 24 millas al norte de la Ciudad de Nueva York. Vermont Yankee ha alcanzado el final de su tiempo de vida de operación proyectada pero, a pesar de una fuerte oposición local, la comisión apruebe extender su licencia; sin embargo, el 27 de agosto de 2013, Entergy (propietario de VT Yankee) anunció que estaba desmantelando la planta y que "Se esperaba que la estación cesara su producción de energía después de su ciclo de combustible en ese momento y que iba a llevar a cabo una paro seguro en el segundo cuarto del 2014."  El 22 de marzo de 2012, "más de 1,000 personas marcharon a la planta en protesta y cerca de 130 fueron arrestados por desobediencia civil".
De acuerdo a las encuestas del Pew Research Center en 2012, 44 por ciento de los estadounidenses estaban a favor y 49 por ciento se oponían al apoyo de un incremento en el uso de energía nuclear, mientras que el 69 por ciento estaban a favor de un incremento en los fondos federales para incrementar la investigación en energía solar, eólica y la tecnología de la energía por hidrógeno.
En 2013, cuatro reactores poco competitivos y viejos fueron cerrados permanentementeː San Onofre 2 y 3 en California, Crystal River 3 en Florida y Kewaunee en Wisconsin. Vermont Yankee cerraría sus puertas en 2014. El estado de Nueva York está buscando cerrar la planta Indian Point Energy Center, en Buchanan, a 30 millas de la ciudad de Nueva York.
Con referencia a la película pronuclear Pandora´s Promise, el profesor de economía, John Quiggin, comentó que presenta un cuestionamiento ambiental para la energía nuclear pero que reactivar los debates de la energía nuclear era una distracción y que el problema principal con la opción nuclear es que no es económicamente viable. Quiggin dijo que se necesitaban formas más eficientes de uso de energía y una mayor comercialización de energía renovable.